# Zoran Arsić
Zoran Arsić (Servisch: Зоран Арсић) (30 september 1962) is een voormalig voetbalscheidsrechter uit Servië. Hij floot van 1998 tot en met 2000 op Europees niveau, en leidde onder meer het duel Helsingborgs IF – Inter Milaan (1-0) op 9 augustus 2000 in de voorronde van de Champions League.

## Interlands
| Datum      | Plaats   | Wedstrijd               | Uitslag | Competitie        | Kreeg geel | Kreeg voor de tweede keer geel en dus rood | Weggestuurd |
| ---------- | -------- | ----------------------- | ------- | ----------------- | ---------- | ------------------------------------------ | ----------- |
| 06-06-1998 | Ploiești | Roemenië – Moldavië     | 5 – 1   | Vriendschappelijk | 1          | 0                                          | 0           |
| 10-10-1998 | Belfast  | Noord-Ierland – Finland | 1 – 0   | EK-kwalificatie   | 0          | 0                                          | 0           |
| 29-03-2000 | Debrecen | Hongarije – Polen       | 0 – 0   | Vriendschappelijk | 4          | 0                                          | 0           |
| 16-08-2000 | Tallinn  | Estland – Andorra       | 1 – 0   | WK-kwalificatie   | 4          | 0                                          | 0           |